# (III)
(III) è il terzo album discografico del gruppo musicale canadese Crystal Castles, pubblicato nel novembre 2012.

## Il disco
L'album è stato registrato da Ethan Kath a Varsavia e missato a Londra.
Il tema principale del disco è l'oppressione.
Per quanto riguarda i singoli estratti, la prima traccia diffusa da (III) è stata Plague, pubblicato come singolo il 25 luglio 2012. Nello stesso giorno è stato pubblicato su SoundCloud anche il brano Wrath of God. Questo brano è stato diffuso come singolo il 26 settembre seguente. mentre il 31 ottobre 2012 è stata la volta di Affection.
La copertina del disco è una fotografia dello spagnolo Samuel Aranda.

## Critica e vendite
Per quanto riguarda la critica, il disco è stato accolto positivamente da tutti i più importanti siti e riviste specializzate: AllMusic dà il giudizio di 4/5, NME gli conferisce il voto di 9/10, mentre Pitchfork quello di 8/10.
Riguardo alle vendite, l'album ha raggiunto la posizione #63 della Official Albums Chart e la #77 della Billboard 200.

## Tracce
Testi e musiche di Ethan Kath and Alice Glass.
1. Plague – 4:56
2. Kerosene – 3:12
3. Wrath of God – 3:07
4. Affection – 2:37
5. Pale Flesh – 3:00
6. Sad Eyes – 3:27
7. Insulin – 1:47
8. Transgender – 3:05
9. Violent Youth – 4:22
10. Telepath – 3:54
11. Mercenary – 2:39
12. Child I Will Hurt You – 3:33

## Crediti
- Ethan Kath - produzione, missaggio (1-6,8-10), programmazione
- Alice Glass - voce
- Samuel Aranda - foto copertina
- Alex Bonenfant - ingegnere vocale (1-6,8,10)
- Brian Gardner - masterizzazione
- Jeremy Glover - ingegnere vocale (7,9)
- Jacknife Lee - synth (1,5)
- Lexxx - missaggio (1-6,8-10), ingegnere vocale (5,11,12)